# شوهان علیا (دزفول)
شوهان علیا روستایی از توابع بخش مرکزی شهرستان دزفول در استان خوزستان ایران است.

## جمعیت
این روستا در دهستان قبله‌ای قرار دارد و بر اساس سرشماری مرکز آمار ایران در سال ۱۳۸۵، جمعیت آن ۷۰۲ نفر (۱۲۱ خانوار) بوده‌است.همچنین گویا در گذشته بخشی از مردم این منطقه به استان ایلام فرستاده شدند که معروف هستند به ایل شوهان.